# Екора (муниципалитет)
Екора (исп. Yécora) — муниципалитет в Мексике, штат Сонора, с административным центром в одноимённом посёлке. Численность населения, по данным переписи 2020 года, составила 4793 человека.

## Общие сведения
Название Yécora с языка индейцев пима можно перевести как — место, окружённое горами.
Площадь муниципалитета равна 2667,7 км², что составляет 1,5 % от площади штата, а наиболее высоко расположенное поселение Меса-де-Энсинас, находится на высоте 2113 метров.
Он граничит с другими муниципалитетами Соноры: на севере с Баканорой и Сауарипой, на юге с Росарио, на западе с Онавасом и Сойопой, а на востоке и юге с другим штатом Мексики — Чиуауа.

## Учреждение и состав
Муниципалитет был образован 8 апреля 1935 года, по данным 2020 года в его состав входит 70 населённых пунктов, самые крупные из которых:
| Код INEGI                  | Населённый пункт                                                                                | Численность населения (2005 год) | Численность населения (2010 год) | Численность населения (2020 год) |
| -------------------------- | ----------------------------------------------------------------------------------------------- | -------------------------------- | -------------------------------- | -------------------------------- |
| 069                        | Всего                                                                                           | 6089                             | 6046                             | 4793                             |
| 0001                       | Екора (исп. Yécora) 28°22′22″ с. ш. 108°55′33″ з. д. (административный центр)                   | 2763                             | 2920                             | 2453                             |
| 0025                       | Майкоба (исп. Maycoba) 28°23′34″ с. ш. 108°39′36″ з. д.                                         | 848                              | 649                              | 658                              |
| 0043                       | Тепока (исп. Tepoca) 28°26′01″ с. ш. 109°15′18″ з. д.                                           | 533                              | 574                              | 255                              |
| 0042                       | Санта-Роса-де-Лима (исп. Santa Rosa (Santa Rosa de Lima)) 28°28′23″ с. ш. 109°06′24″ з. д.      | 296                              | 297                              | 208                              |
| 0017                       | Гуадалупе-де-Тайопа (исп. Guadalupe de Tayopa) 28°20′38″ с. ш. 109°10′21″ з. д.                 | 217                              | 216                              | 161                              |
| 0033                       | Ла-Кема (исп. La Quema) 28°22′20″ с. ш. 109°16′48″ з. д.                                        | 195                              | 183                              | 131                              |
| 0034                       | Эль-Кипур (исп. El Kipur) 28°24′14″ с. ш. 108°35′55″ з. д.                                      | 105                              | 93                               | 130                              |
| 0659                       | Хуан-Диего-де-лос-Пимас (исп. Pimas (Juan Diego de los Pimas)) 28°21′58″ с. ш. 108°55′01″ з. д. | 108                              | 120                              | 128                              |
| —                          | Прочие                                                                                          | 1024                             | 994                              | 669                              |
| Названия на карте Генштаба |                                                                                                 |                                  |                                  |                                  |

## Экономическая деятельность
По статистическим данным 2000 года, работоспособное население занято по секторам экономики в следующих пропорциях:
- сельское хозяйство, скотоводство и рыбная ловля — 36,8 %;
- промышленность и строительство — 26,2 %;
- торговля, сферы услуг и туризма — 31,7 %;
- безработные — 5,3 %.

## Инфраструктура
По статистическим данным 2020 года, инфраструктура развита следующим образом:
- электрификация: 95,7 %;
- водоснабжение: 51,9 %;
- водоотведение: 79 %.